# Laut.de
laut.de é uma revista online alemã que cobre música e entretenimento. Foi fundada em Constança em 1996 por Rainer Henze.
Em junho de 2005, laut.de lançou a rádio online laut.fm, com uma gravação ao vivo exclusiva da música "Radio Brennt" da banda alemã de punk rock Die Ärzte. Desde dezembro de 2006, também têm um podcast diário. Na Popkomm 2007, foi apresentada a plataforma de videoclipes laut.tv.
A Laut.de teve 2,5 milhões de visitas por mês em outubro de 2006. O site alcançou mais de 500 mil leitores individuais até agosto de 2018. Recebeu os prêmios Online Redaktion 2002, Digital Lifestyle Award 2008 e "Deutschland - Land der Ideen" 2009.
Atualmente, pertence à Laut AG.

## Reconhecimentos e prêmios
A laut.de foi o vencedor do prêmio da categoria editorial online de 2002 do Landesanstalt für Kommunikation Baden-Württemberg. O Departamento de Línguas e Literaturas Germânicas da Universidade de Michigan classificou-a em primeiro lugar na sua lista de revistas musicais online recomendadas, elogiando a sua ampla cobertura. Em novembro de 2011, o Tonight.de também elogiou a ampla cobertura do laut.de.